# 권태홍
권태홍(權泰洪, 1964년~)은 대한민국의 사회단체활동가 출신의 정치인이다. 개혁국민정당 군산지구당위원장, 열린우리당 참여정치연구회 사무처장, 국민참여당 사무총장 및 최고위원, 정의당 사무총장(1,2기)을 지냈다.
익산시 금강동에서 태어나 이리고등학교를 졸업한 후 1983년 연세대학교 경제학과에 입학했다. 연대 대의원회 의장을 역임하며 학생운동을 했으며,, 학생운동과 관련하여 국가보안법 위반으로 구속되기도 하였다. 같은 학교의 이광재 등과 노동현장에 투신한 후 부산, 군산 등지에서 노동운동을 했으며, 위장취업 사실이 드러난 이후 시민운동가로 변신하여 참여자치군산시민연대의 창립을 주도하고 초대 사무처장을  역임하였다. 이후 유시민, 문성근 등이 기획한 개혁국민정당에 주도적으로 참여하여 군산지구당 위원장을 맡으면서 정치를 본격적으로 시작하였다. 열린우리당에서는 당내 친노세력을 대표하던 정파그룹인 '참여정치연구회'의 사무처장으로 활동하였다. 열린우리당 해산 이후 유시민 대선경선 선대본 조직팀장을 거쳐 국민참여당 창당기획단장으로써 국민참여당 창당을 주도하였다. 국민참여당 사무총장으로 2010년 지방선거를 지휘했고, 2011년에는 최고위원으로 선출되었다. 2011년 12월 국민참여당, 민주노동당과, 새진보통합연대가 통합하여 출범한 통합진보당에 소속되었으며, 2012년 5월 통합진보당 중앙위원회 폭력사태 이후 들어선 강기갑 혁신비상대책위원회 집행위원장으로 임명되었다. 통합진보당 분당 이후에는 혁신파를 결집해 창당준비위원회 집행위원장으로 정의당의 창당실무를 지휘하였고, 창당 이후에는 1,2기 사무총장을 역임하였다.

## 생애

### 학생운동 및 노동운동
1986년 연세대 대의원회 2기 의장으로 선출되었다. 이 활동으로 수배자 신분이 되었다. 이후 이광재 전 강원지사, 김윤식 시흥시장 등 수배자 신분의 동료들과 노동현장투신을 결의하고 창원과 부산 등지의 공단으로 들어가 현장노동운동에 참여하였다. 1987년 11월 보안사와 치안본부가 벌인 합동수사에 검거되어 남영동 대공분실에서 조사를 받았으며, 국가보안법 위반으로 징역2년에 집행유예 3년을 선고받았다. 풀려난 이후에도 연세대와 이화여대 학생 20여명을 추가로 조직해 노동현장에 재투신하였다. 1991년 고향인 전북으로 돌아온 뒤에는 군산 우민주철에 위장취업하여 노동조합 구성 등 노동운동을 진행했으며, 1994년 노동조합설립과 관련된 문제로 분쟁을 벌이다 위장취업사실이 드러난 것을 계기로 노동 현장을 떠나게 되었다.

### 시민운동
전북 군산에서 참여자치군산시민연대의 창립을 주도하면서 시민운동을 시작하였다. 1998년 참여자치군산시민연대 창립사무처장으로 취임하여 2002년까지 사무처장을 역임하였다. 2002년 지방선거를 계기로 문제제기자로서 시민운동의 한계를 넘어서고자 전국의 시민활동가들과 함께 자치연대를 결성하였으며, 군산자치분권연대 집행위원장으로 활동하였다. 자치분권연대는 전국적으로 160여명의 무소속후보를 지방선거에 출마시켰으며 약 40여명의 당선자를 냈으나 세력화되지 못하였다.

### 정당경력

#### 개혁국민정당
자치분권운동의 한계를 절감하고 함께 활동하던 자치연대활동가들과 함께 당시 창당을 준비중이던 개혁국민정당 참여를 결의하고 본격적인 정치활동을 시작하였다. 유시민, 명계남, 문성근 등과 친노 정치세력이 주도해 만들었던 개혁국민정당 창당에 앞장섰고, 이후 군산지구당위원장으로 활동하였다.

#### 열린우리당
열린우리당이 창당된 후, 개혁당이 열린우리당에 흡수되자 열린우리당 군산지구당 부위원장으로 일했다. 이어 당내 친노계를 대표하는 계파모임이자 연구모임인 참여정치연구회(참정연)에서 사무처장으로 활동했다. 또한 참여정치실천연대 사무처장을 맡았다. 열린우리당 분당이 가시화되던 시점에서는 김두관, 이광철, 유기홍의원 등 친노 일부 그룹과 함께 당 사수파에서 활동했다. 이어 참여정부 말기였던 2007년, 이병완전 비서실장 등 대통령 최측근 인사들과 함께 참여정부평가포럼을 설립하여 기획사업팀장을 맡아 활동했다. 대통합민주신당 17대 대선 후보경선에서는 유시민 선거대책본부에서 조직팀장으로 활동했다. 이후 잠시 정치권을 떠나 김두수, 김대호, 참정연에서 같이 활동하던 홍용표 등과 2008년부터 사회디자인연구소를 창립하여 상임이사로 재직하였다.

#### 국민참여당 창당준비위원회
2008년 말부터 이병완 전 청와대 비서실장, 천호선 전 청와대 대변인, 김충환 전 청와대 혁신관리비서관, 참정연을 함께 했던 문태룡 전 참여정부평가포럼 기획위원장, 노항래 열린우리당 정책실장 등을 직접 설득하여 국민참여당 창당을 주도하였다. 2009년 5월 22일 속리산에서 창당핵심 30여명과 함께 창당일정을 모색하는 워크숍을 가지던 중, 노무현대통령의 비보를 접하고 창당실무 일체가 중단되기도 했다.
이후 창당작업을 재개하여 창당준비위원회를 발족시켰으며, 사무총장으로 선임되었다.

#### 국민참여당
이재정 전 통일부장관을 설득해 당대표로 초빙했고, 함께 2010년 지방선거를 지휘했다. 2011년 당 최고위원으로 선출되어 유시민 당대표와 집단지도체제의 일원으로 당을 이끌었다.

#### 통합진보당
2011년 12월, 국민참여당과 민주노동당, 새진보통합연대 3자 통합으로 통합진보당이 탄생되었고, 당면한 총선에서 후보조정위원, 총선기획단 등 역할을 맡았다. 그러나 비례대표경선과 관련된 문제로 강기갑 혁신비상대책위원회가 구성되자, 사무총장격인 집행위원장으로 임명되었다. 같은 해 9월, 강기갑 당대표를 비롯한 당내 혁신파 전원과 함께 통합진보당에서 탈당하였다.

#### 정의당
2012년 9월 혁신파 집단 탈당 이후 구성된 새진보정당추진회의 중앙집행위원장으로 임명되었으며 진보정의당 창당실무를 총괄하였다. 진보정의당의 창당이 완료된 후 사무총장에 임명되었다. 2013년 7월, 2기 당 지도부를 선출하는 전당대회에서 천호선 당대표가 선출된 이후 새 지도부에서 다시 사무총장으로 임명되었다.

## 전과
- 공문서위조, 사문서위조, 위조사문서행사, 절도, 국가보안법위반: 징역 2년, 집행유예 3년, 자격정지 2년 - 1988년 2월 23일 선고, 1988년 12월 21일 특별사면[23]
- 명예훼손: 벌금 100만원 - 2002년 1월 31일 선고[23]

## 역대 선거 결과
|  | 4.73% |

|  | 5.43% |

|  | 7.48% |